# Гітсертсе-Каде
Гітсертсе-Каде (нід. Hitsertse Kade) — селище в нідерландській провінції Південна Голландія. Входить до муніципалітету Гуксе-Вард.